# Slag bij Argentovaria
De Slag bij Argentovaria (Horbourg-Wihr) werd in mei 378 gestreden dicht bij de tegenwoordige stad Colmar, in de Elzas (Frankrijk), tussen het Romeinse leger, aangevoerd door de generaals Naniumus en Mallobaudes en de Alemannen, onder leiding van koning Priarius.
De slag werd door de Romeinen gewonnen.
De koning van de Alemannen sneuvelde en keizer Gratianus, tijdens wiens regeerperiode de veldslag plaatsvond, verkreeg na afloop de titel van Alemannicus Maximus.

## Voorgeschiedenis
In 377 stuurde de West-Romeinse keizer Gratianus een deel van zijn troepen naar de oostelijke provincie Illyria ter ondersteuning van de Oost-Romeinse keizer Valens, die zich opmaakte voor een oorlog tegen de binnendringende Hunnen en Goten. De Alemannen raakten op de hoogte van deze troepenbewegingen door een keizerlijke lijfwacht afkomstig uit de Alemaanse gelederen die op verlof thuis vertelde van deze voorbereidingen. 
De hoofdmannen van de Alemannen kwamen bijeen en bespraken de mogelijkheden om het Romeinse Rijk binnen te vallen voor buit. Uit alle Allemaanse gebieden werden krijgers opgeroepen zich te verzamelen voor een krijgstocht. Volgens de bronnen omvatte deze troepenmacht 40.000 gewapende mannen en was hun aanvoerder koning Priarius. De Alemaanse legerschaar stak in de winter de bevroren Rijn over trok zonder noemenswaardig tegenstand te ondervinden de provincie Gallië binnen. Rovend en plunderend trok het rond, boerenhoeves en nederzettingen werden gebrandschat en de bewoners vermoord of als slaven meegevoerd. Toen Keizer Gratianus februari 378 hoorde van de inval liet hij in allerijl zijn llyrische legioenen terughalen uit het oosten. Omstreeks mei herenigde dit leger zich met de achtergebleven troepen in Gallië. Dit grote leger stond onder commando van twee bekwame generaals Naniemus en  Mallobaudes en trok spoedig op tegen de Alemannen. 
In de buurt van de tegenwoordige stad Colmar, in de Elzas (Frankrijk), lag een nederzetting dat door de Romeinen Argentovaria genoemd, hier stuitte het Romeinse leger op de hoofdmacht van de Alemannen onder leiding van koning Priarius. In de veldslag die daarop volgde waren de Alemannen de onderliggende partij. Volgens Ammianus werden de Alemannen vernietigend verslagen. Ze leden zware verliezen tegen de Romeinen en slechts 5000 van hen overleefden de slag, ze vluchtten in de dichte bossen van het Zwarte Woud op een steile bergkam. De Romeinen waren niet in staat om de steile hellingenberg te beklimmen en de vluchtelingen te omsingelen. De Alemannen konden echter keer op keer ontsnappen aan de koppig achtervolgende Romeinen. Uiteindelijk capituleerden ze en vroegen om genade. Dat werd toegestaan in ruil voor deelneming in het Romeinse leger.

## Bron
- Ammianus Marcellinus, Romeins historicus

Gardameer · Placentia · Fano · Pavia · Vindonissa · Reims · Straatsburg · Sulz am Nackar · Argentovaria · Langres
Oorlogen van de Romeinse Republiek
· Romeins-Etruskische Oorlogen
· Romeins-Aequische Oorlogen
· Latijnse Oorlog
· Romeins-Hernicische Oorlogen
· Romeins-Volscische Oorlogen
· Samnitische oorlogen (Eerste, Tweede, Derde)
· Pyrrhische Oorlog
· Punische oorlogen (Eerste, Tweede, Derde)
· Illyrische Oorlogen (Eerste, Tweede, Derde)
· Macedonische Oorlogen (Eerste, Tweede, Derde, Vierde)
· Romeins-Seleucidische Oorlog
· Aetolische Oorlog
· Galatische Oorlog
· Romeinse Verovering van Hispania (Eerste Celtiberische Oorlog, Lusitanische Oorlog, Numantische Oorlog, Sertorische Oorlog, Cantabrische Oorlogen)
· Achaeïsche Oorlog
· Oorlog tegen Jugurtha
· Cimbrische Oorlog
· Servilische Oorlogen (Eerste, Tweede, Derde)
· Bondgenotenoorlog
· Sulla's Burgeroorlogen (Eerste, Tweede)
· Mithridatische oorlogen (Eerste, Tweede, Derde)
· Gallische Oorlog
· Romeinse expedities naar Britannia
· Burgeroorlog tussen Pompeius en Caesar
· Einde van de Republiek (Slag bij Mutina, Burgeroorlog tegen Brutus en Cassius, Siciliaanse Opstand, Perusiaanse Oorlog, Burgeroorlog tussen Antonius en Octavianus)
Oorlogen van het Romeinse Keizerrijk
· Germaanse Oorlogen (Teutoburgerwoud, Marcomannenoorlog, Alemannische Oorlogen, Gotische Oorlog, Visigotische Oorlogen)
· Romeinse verovering van Britannia
· Boudicca
· Armenische Oorlog
· Vierkeizerjaar
· Joodse Oorlog
· Romeins-Parthische Oorlog
· Romeins-Perzische oorlogen
· Burgeroorlogen van de derde eeuw
. Gotische oorlog (376-382)
. Gotische opstand van Alarik I
. Gildonische opstand
. Gotische oorlog (402-403)
. Pictische oorlog van Stilicho
. Oorlog van Heraclianus
. Oorlog van Radegaisus
. Rijnoversteek
. Romeinse Burgeroorlog 427-429
· Val van het West-Romeinse Rijk